# DiSEqC

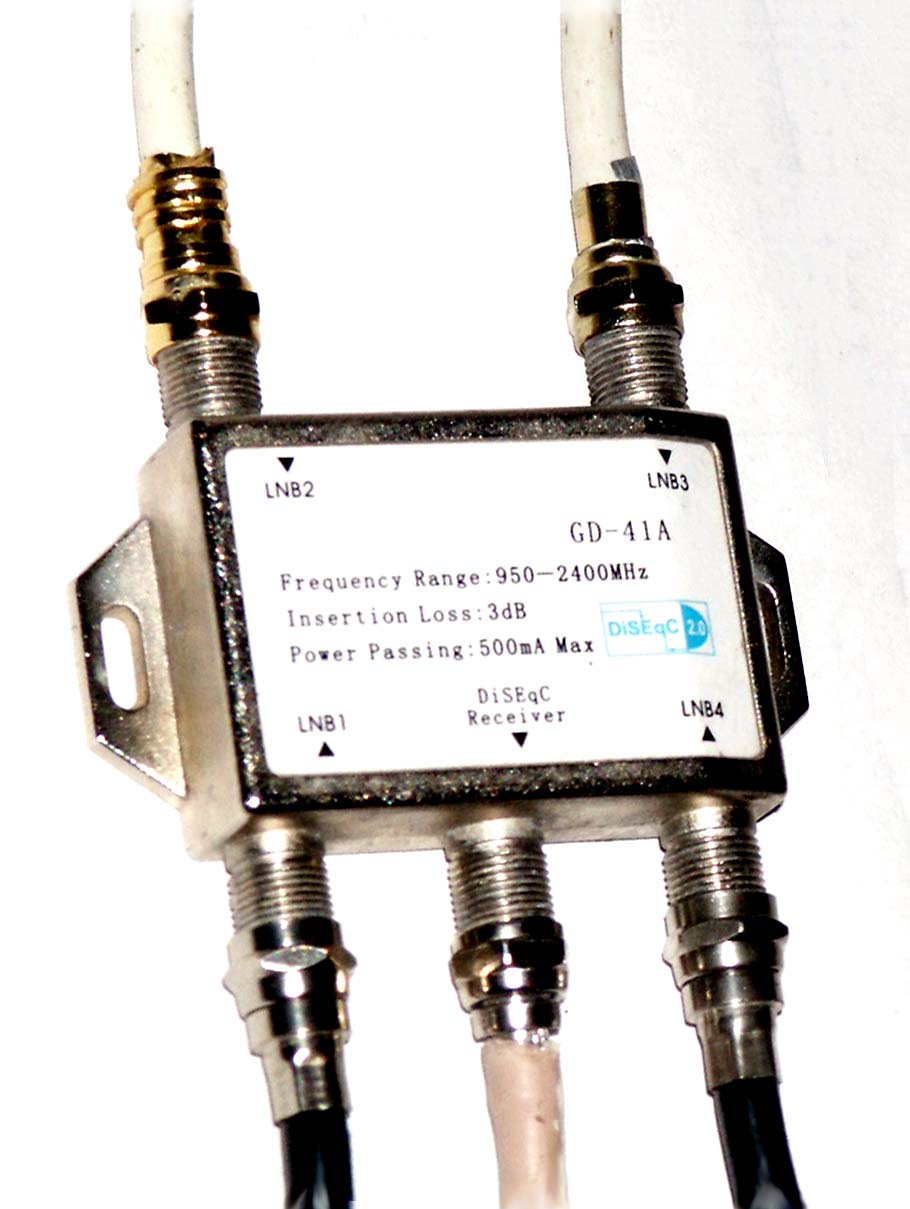
Przełącznik DiSEqC

DiSEqC (ang. Digital Satellite Equipment Control, wym. [daɪˈsɛk]) – protokół komunikacyjny opracowany przez Eutelsat pozwalający na przełączanie pomiędzy źródłami sygnału telewizyjnego, czy sterowanie anteną.
Skrót pochodzi od ang. digital satellite equipment control i oznacza „cyfrowe sterowanie sprzętem satelitarnym”, ew. „sterowanie cyfrowym sprzętem satelitarnym”.

## Wersje DiSEqC
- DiSEqC 1.0 – pozwala na przełączanie pomiędzy 4 satelitami (konwerterami)
- DiSEqC 1.1 – odbiór do 16 źródeł sygnału (satelitów)
- DiSEqC 1.2 – wybór pomiędzy 16 satelitami oraz możliwość poziomego pozycjonowania anteny
- DiSEqC 1.3 (USALS) – antena wymaga jedynie centralnego ustawienia na południe; wszystkie pozycje ustawiane są automatycznie
- DiSEqC 2.0 – dodaje możliwość dwustronnej komunikacji do protokołu DiSEqC 1.2. W praktyce mało wykorzystywany.

## DiSEqC a odbiorniki analogowe
Zgodność z DiSEqC można znaleźć w nielicznych, pozostających jeszcze na rynku, odbiornikach analogowych (głównie tych wyprodukowanych najpóźniej), choć czasem tylko w wersji najprostszej, tzn. tylko 1.0, ew. 1.1. Jednakże można to skompensować podłączając do tej samej anteny satelitarnej dodatkowo w pełni zgodny odbiornik cyfrowy, który służy np. do obracania anteny, a pozostaje wyłączony w czasie odbioru programów analogowych.

## DiSEqC w Polsce
W Europie, a w szczególności w Polsce, najpopularniejsza konfiguracja używająca DiSEqC to tzw. „zez”, gdzie przy jednej antenie zamontowane są, znajdujące się obok siebie, dwa konwertery: jeden na satelitę Hot Bird, drugi na satelitę Astra, połączone z odbiornikiem poprzez przełącznik DiSEqC.